# 100940 Maunder
100940 Maunder è un asteroide della fascia principale. Scoperto nel 1998, presenta un'orbita caratterizzata da un semiasse maggiore pari a 2,6123839 UA e da un'eccentricità di 0,1655199, inclinata di 15,81500° rispetto all'eclittica. L'asteroide è dedicato all'astronomo britannico Edward Walter Maunder.